# 1879 en littérature
| Années de la littérature : 1876 - 1877 - 1878 - 1879 - 1880 - 1881 - 1882    |
| Décennies de la littérature : 1840 - 1850 - 1860 - 1870 - 1880 - 1890 - 1900 |

Cet article présente les faits marquants de l'année 1879 en littérature.

## Essais
- Charles de Spoelberch de Lovenjoul, Histoire des œuvres d'Honoré de Balzac, Paris, Calmann Lévy.
- Wilhelm Marr, Berlin,  Der Sieg des Judenthums über das Germanenthum (La victoire de la judéité sur la germanité),  essai polémique qui forge le concept antisémite.
- Dictionnaire patois-français du département de l'Aveyron, de l'abbé Aimé Vayssier.

## Poésie
- Février : publication de La Pitié suprême, poème de Victor Hugo écrit en 1857-1858.

## Romans
- Juin : Voyage avec un âne dans les Cévennes, de Robert Louis Stevenson.
- 10 décembre : Confiance, d'Henry James.

- L'Enfant, de Jules Vallès
- Les Frères Zemganno, d'Edmond de Goncourt
- Les Mystères de Montréal, d'Hector Berthelot
- Nana, d'Émile Zola
- Les Cinq Cents Millions de la Bégum, Les Tribulations d'un Chinois en Chine et Les Révoltés de la Bounty de Jules Verne
- Aziyadé, premier roman de Pierre Loti, publié anonymement.
- Le Fils du Soleil, de Gustave Aimard.

## Nouvelles
- Septembre : Le Mystère de la vallée de Sasassa, d'Arthur Conan Doyle, est publiée dans la revue écossaise Chamber's.
- 1er décembre : Le Papa de Simon de Guy de Maupassant, parait dans La Réforme politique, littéraire, philosophique, scientifique et économique.
- Décembre : Henry James publie La Pension Beaurepas (The Pension Beaurepas) dans la revue The Atlantic Monthly, Un épisode international (An International Episode) dans le Cornhill Magazine de Londres et Une liasse de lettres (A Bundle of Letters) dans la revue The Parisian.
- Jocaste et le Chat maigre d’Anatole France.

## Théâtre
- Une maison de poupée, du dramaturge norvégien Henrik Ibsen, dans laquelle il met en scène les drames contemporains dans un registre social et éthique, fait naître la polémique autour des thèmes féministes dont le personnage central, Nora, sert d'interprète.
- La fille sans dot, d'Alexandre Ostrovski.

## Naissances
- 27 janvier : Beatrice Hastings, poétesse et critique d'art britannique († 30 octobre 1943).
- 14 octobre : Miles Franklin, écrivaine australienne († 19 septembre 1954).
- 24 décembre : Émile Nelligan, poète québécois († 18 novembre 1941).

## Principaux décès
- Irchi Kazak, poète russe.